# Макс Бросе
Макс Бросе (рођен 4. јануара 1884. у Оснабрику ; † 11. априла 1968, у Кобургу) је био немачки бизнисмен, индустријалац и члан Нацистиче партије. Основао је Бросе Фахрзеугтеил ГмбХ 1908. године и њиме управљао до своје смрти. Од 1933. до 1945. био је члан Нацистичке партије, а од 1938. до 1945. њен војно-економски вођа.

## Биографија
Родитељи Макса Бросеа били су Карл Бросе, градитељ вагона и Мариа Бросе, рођена Бувман. Одрастао је у Елберфелду и тамо похађао средњу школу коју је напустио 1900. године након успешног полагања испита Унтерсекунда. Уследила је комерцијална обука, укључујући и компанију његових родитеља, пре него што је одслужио војни рок 1906. Макс Бросе је тада отворио трговинску кућу за аутомобилску опрему у Берлину 4. марта 1908. године.
1911. Бросе се иако католик оженио ћерком протестантског пастора Елфрид Лехман (12. фебруар 1885; † 16. јануар 1965). Прва ћерка Жисела рођена је 1912, а за њом Кхриста 1918. Током Првог светског рата, Бросе је био распоређен као резервни официр у трупама моторних возила на источном и западном фронту и, између осталог, одликован је Гвозденим крстом, 1. класе.
13. новембра 1921. Бросе је изабран у градско веће Кобург- а као члан национално-либералног ДВП-а, али је поднео оставку на свој мандат у јуну 1924. У поступку арбитражног већа изјавио је да је током Вајмарске републике такође био члан антисемитског и национално-конзервативног ДНВП-а У децембру 1926. године први пут је изабран у Привредну комору у Кобургу. Према предлогу нациста и привредне коморе, именован је за представника у Министарству економије почетком 1935. године. Бросе је постао председник Привредне коморе у Кобургу, након што је последњи пут изабран у Привредну комору 20. маја 1933. Обављао је функцију председника све док индустријска и трговинска комора Кобург није распуштена у априлу 1943. године. На захтев 8. јуна 1933. године, Бросе је од 1. маја постао члан Нацистичке партије, а придружио се Национал-социјалистичком корпусу моторних возила у јесен 1933. године. 20. априла 1938. године Канцеларија за одбрану за економију и наоружање именовала га је за вођу војне економије, као награду за управљање одбрамбеним компанијама. Одговоран је зе погоршање услова за раднике и запослене у компанијама за производњу наоружања Немачког рајха.
Бросе је на аукцији 1935. године стекао вилу јеврејског бизнисмена Абрахама Фридмана Бросе је такође постављен за „официра одбране” компаније. Као официр одбране именовани од стране Рајхсфирер СС или од високе команде Вермахта, блиско је сарађивао са Гестапом и требало је да контролише радну снагу. Вође логора у сопственим радним логорима компанија такође су му били подређени. Професор историје Андреас Дорнхеим потврдио је у интервјуу да постоје назнаке да је Бросе деловао као „помоћни орган Гестапа”.
У поступку за денацификацију након 1945. године, после подизања оптужнице, Кобург-Штадт Бросе оптужује Бросеа, а оптужница од 22. марта 1948. године додаје групу мањих оптужби. Након жалбе, коначна пресуда главног суда Нирнберга, огранак Ансбаха од 23. јула 1949. године била је да исплати кауцију од 2000 марака. Разлог томе је био то што су нове власти после Другог светског рата чинили напоре да старе елите укључе у обнову Немачке. У том контексту, проглашење изјава сведока да су сумњиво истините више пута су оспораване и на крају прихваћене. Као резултат тога, историчари често сматрају овакве поступке денацификације спорним.
Ернст Јухлинг умро је 3. септембра 1956, његове наследнике је исплатио Макс Бросе. Од 1951. Макс Бросе је производио преносне писаће машине, али је 1959. поново напустио ово пословно подручје. До 1968. године, када је Бросе умро, његова компанија је порасла на око 1000 запослених са прометом од 50 милиона ДМ кроз пласирање електричних регулатора прозора на тржишту. Заједно са компанијом Валдрик Кобург, био је најважнији индустријски послодавац у Кобургу и током наредних деценија развио се као Бросе Фахрзеугтеил ГмбХ у важног добављача у аутомобилској индустрији.

## Полемика око именовања
У времену од 2004. до 2015. године, најава именовања улице по Максу Бросеу изазвала је контроверзне дискусије. Указано је на „нејасну улогу Макса Бросеа у националсоцијализму”, као и то да је био члан Нацистичке партије, и запошљавао присилне раднике, Градско веће Кобурга није следило иницијативу његове фракције ЦСУ о преименовању улице у седишту компаније Бросе Фахрзеугтеил ГмбХ у Кобургу. Бросеов унук Михил Стошек ово је схватио као увреду, након чега је компанија озбиљно смањила своје донације локалним удружењима и социјалним институцијама. Након што је ова чињеница објављена у коментару у Зиддојче Цајтунгу (Увређена глобална корпорација) почетком 2015. године, иницијатива је поново покренута. У новој дискусији, такође вођеној у националним медијима, Стошек се ослањао на хронику компаније коју је написао Грегор Шолген као и на списе поступка арбитражног већа против Макса Бросеа из 1948. године како би доказао да је његов деда био узор. Критике су изречене и од стране Централног савета Јевреја и Протестантске цркве. Сматрали су Бросеову прошлост као још увек неадекватну. Исто тако, хроника компаније коју је написао Шоллген и која је наведена као ослобађајући доказ сматра се ненаучном, јер не садржи изворе, превише је једнострана и занемарује тренутно стање нацистичких истраживања. На свом састанку 21. маја 2015. године, градско веће Кобурга поново је гласало на захтев градоначелника Тессмера о преименовању одлуку са 26:11 гласова.
У новембру 2020. године, аутор СЗ-а Олаф Прзибиллав описује како је настала идеја о именовању улице по Макс Бросе-у.